# Agoraea phaeophlebia
Agoraea phaeophlebia là một loài bướm đêm thuộc phân họ Arctiinae, họ Erebidae.